# Русских, Александр Георгиевич
Александр Георгиевич Русских (9 октября 1903, Вятка — 1989, Москва) — советский военнослужащий, генерал-лейтенант (02.11.1944).

## Биография
Родился 1903 году в городе Вятка (Вятской губернии), ныне город Киров (Кировская область). Русский.
В РККА с 1919 года по 1922 год — участник Гражданской войны, и с 1925 года по 1927 год — окончил школу младшего комсостава РККА. Член ВКП(б) с 1924 года.
В 1930 году окончил Ленинградский государственный университет (факультет советского права).
С 1932 года вновь зачислен в РККА, где проходит службу на партийно-политических должностях.
17 сентября 1939 года начальнику политотдела Новгородской армейской группы войск полковому комиссару Русских присвоено воинское звание «бригадный комиссар».
14 сентября 1939 года Новгородская армейская группа, дислоцированная на границе с Эстонией и входившая в состав Ленинградского военного округа, была переименована в 8-ю армию. К 23 сентября управление армии передислоцировалось из Новгорода в Псков. В целях подготовки к Советско-финляндской войне управление армии без подчинённых соединений и частей было передислоцировано к 29 октября в Петрозаводск.

### Советско-финская война
К началу войны с Финляндией войска (соединения и части) 8-й армии дислоцировались севернее Ладожского озера. Управление 8-й армии и армейский узел связи располагались в городе Петрозаводск. Тыловые части и армейские учреждения базировались на станциях Петрозаводск и Лодейное Поле Кировской железной дороги. В общей сложности численность войск составляла около 71 000 человек личного состава. Армия действовала на петрозаводском направлении. За боевые отличия в этой войне, начальник Политотдела 8-й армии Русских был награжден орденом Красного Знамени.
С 1940 года — начальник курсов военной подготовки работников партийных комитетов.

### Великая Отечественная война
В июле 1941 года назначен членом Военного Совета 31-й армии. Войска армии участвовали в Калининской оборонительной операции, а с началом контрнаступления под Москвой — в Калининской наступательной операции. В ходе последней они во взаимодействии с войсками 29-й армии нанесли поражение основным силам немецкой 9-й армии и освободили Калинин. Развивая наступление на Ржев, войска армии к концу декабря 1941 года вышли к Волге в районе северо-восточнее Зубцова.
Зимой и весной 1942 года армия принимала участие в Ржевско-Вяземской стратегической наступательной операции. С 20 апреля армия перешла к обороне восточнее Зубцова и в последующем, прочно удерживая занимаемый рубеж, вела наступательные бои на сычевском направлении с целью улучшения своих позиций. С 23 июля 1942 года армия входила в Западный фронт и в его составе участвовала в Ржевско-Сычевской наступательной операции. 6 декабря 1942 года Русских было присвоено воинское звание «генерал-майор». В ходе Ржевско-Вяземской операции её войска освободили Сычевку и к 1 апреля 1943 года вышли район восточнее Ярцево, где перешли к обороне. В Смоленской стратегической операции соединения 31-й армии во взаимодействии с другими войсками фронта прорвали ряд оборонительных рубежей противника, нанесли поражение его основной группировке, освободили города Ярцево, Смоленск и вышли на правый берег Днепра северо-восточнее Орши.
24 апреля 1944 года на основании директивы Ставки ВГК от 19 апреля 1944 года из войск левого крыла Западного фронта вновь создан 2-й Белорусский фронт, а Русских назначен вторым членом Военного Совета этого фронта. Весной и летом 1944 года войска фронта вели наступательные действия в Белоруссии, форсировали Днепр по всей полосе наступления, освободили Могилев, Белосток, участвовали в освобождении Минска. В августе — ноябре 1944 года соединения фронта вели бои в Западной Белоруссии, вышли к границам Восточной Пруссии и Польши, захватили ружанский плацдарм на левом берегу реки Нарев. 2 ноября 1944 года Русских было присвоено воинское звание «генерал-лейтенант». В ходе начавшегося зимнего наступления 1945 года войска фронта вышли к Висле, захватили на её левом берегу плацдарм в районе Бромберга. В ходе дальнейшего наступления вышли на побережье Балтийского моря и блокировали восточно-прусскую группировку противника с запада и юго-запада. В феврале — апреле 1945 года совместно с войсками 1-го Белорусского фронта и Краснознаменным Балтийским флотом освободили северные районы Польши включая важнейший порт и первоклассную военно-морскую базу немцев на Балтийском море город и крепость Данциг (Гданьск). В ходе наступления в апреле — мае 1945 года соединения фронта форсировали Одер в его нижнем течении, разгромили штеттинскую группировку противника, обеспечив правый фланг ударной группировки, штурмовавшей Берлин. 4 мая 1945 года войска фронта вышли к Балтийскому морю и на Эльбу, где встретились со 2-й английской армией. До 9 мая части и соединения фронта участвовали в освобождении островов вдоль побережья Балтийского моря.

### После войны
С конца 1945 года был членом Военного Совета, заместителем Главнокомандующего Северной группы войск по политчасти.
С 11 июня 1948 года — заместитель Главноначальствующего СВАГ (ГСВГ) по политчасти.
С 1954 года по 1959 год — начальник политотдела Военно-медицинской академии.
С 1959 года в отставке.
Умер в мае 1989 года, похоронен на Кунцевском кладбище в Москве.

## Награды
СССР
- три ордена Ленина (10.04.1945[7], 29.05.1945[8], 1953[9])
- орден Октябрьской Революции[4]
- четыре ордена Красного Знамени (1940[10], 05.05.1942[11], 28.09.1943[12], 1948[9])
- орден Богдана Хмельницкого I степени (29.07.1944)[13]
- орден Кутузова II степени (09.04.1943)[14]
- орден Отечественной войны I степени (06.11.1985)[15]
- орден Красной Звезды (03.11.1944)[9]
- медали в том числе:
  - «За Победу над Германией в Великой Отечественной войне 1941—1945 гг.» (1945)
  - «За взятие Кенигсберга» (1945)
  - «За освобождение Варшавы» (1945)
  - «Ветеран Вооружённых Сил СССР» (1976)
- знак «50 лет пребывания в КПСС»

Других государств
- рыцарский крест ордена «Виртути Милитари» (ПНР)
- орден «Крест Грюнвальда» III степени (ПНР)
- медаль «За Варшаву 1939—1945» (ПНР)
- медаль «За Одру, Нису и Балтику» (ПНР)
- медаль «Победы и Свободы» (ПНР)